# UB 125
| SM UB 125 (vorheriges/nächstes – alle U-Boote) | SM UB 125 (vorheriges/nächstes – alle U-Boote)                                        | SM UB 125 (vorheriges/nächstes – alle U-Boote) |
| Deutsches Reich                                | Deutsches Reich                                                                       | Deutsches Reich                                |
| O 6                                            | O 6                                                                                   | O 6                                            |
| Flagge Japan                                   | Flagge Japan                                                                          | Flagge Japan                                   |
| ---------------------------------------------- | ------------------------------------------------------------------------------------- | ---------------------------------------------- |
| SM UB 125 in Japan, 1919                       |                                                                                       |                                                |
| Baudaten                                       |                                                                                       |                                                |
| U-Boot-Typ:                                    | Zweihüllen-Boot                                                                       |                                                |
| Typ:                                           | UB III                                                                                |                                                |
| Bauwerft:                                      | AG Weser, Bremen                                                                      |                                                |
| Stapellauf:                                    | 16. April 1918                                                                        |                                                |
| Indienststellung:                              | 18. Mai 1918                                                                          |                                                |
| Technische Daten                               |                                                                                       |                                                |
| Verdrängung:                                   | 512 Tonnen (über Wasser) 643 Tonnen (unter Wasser)                                    |                                                |
| Länge:                                         | 55,85 m                                                                               |                                                |
| Breite:                                        | 5,80 m                                                                                |                                                |
| Tiefgang:                                      | 3,72 m                                                                                |                                                |
| Druckkörper ø:                                 |                                                                                       |                                                |
| max. Tauchtiefe:                               | 50 m                                                                                  |                                                |
| Tauchzeit:                                     |                                                                                       |                                                |
| Antrieb:                                       | Dieselmotoren 1060 PS E-Maschinen 788 PS                                              |                                                |
| Geschwindigkeit:                               | 13,9 Knoten (über Wasser) 7,6 Knoten (unter Wasser)                                   |                                                |
| Bewaffnung:                                    | 4 Bug- und 1 Heckrohre 1 × 10,5-cm-Deckgeschütz                                       |                                                |
| Einsatzdaten                                   |                                                                                       |                                                |
| Kommandanten:                                  | - Kptlt. Fritz Schubert - Oblt.z.S. Werner Vater - unbekannter japanischer Kommandant |                                                |
| Besatzung (Sollstärke):                        | 3 Offiziere 31 Mannschaften                                                           |                                                |
| Einsätze:                                      | 2                                                                                     |                                                |
| Erfolge:                                       | 4 versenkte Handelsschiffe                                                            |                                                |
| Verbleib:                                      | Am 20. November 1918 an Japan ausgeliefert. 1920–1921 als O 6 in Dienst.              |                                                |

SM UB 125 war ein deutsches U-Boot vom Typ UB III der Kaiserlichen Marine während des Ersten Weltkrieges. Nach dem Krieg fuhr das U-Boot kurzzeitig als O 6 in der Kaiserlich Japanischen Marine.

## Einsätze
UB 125 lief am 16. April 1918 bei der AG Weser in Bremen vom Stapel und wurde am 18. Mai 1918 von Kptlt. Fritz Schubert in Dienst gestellt. Das Boot führte während des Ersten Weltkriegs zwei Feindfahrten in der Irischen See und im Kanal von Bristol durch. Dabei wurden insgesamt vier Handelsschiffe der Entente und neutraler Staaten mit einer Gesamttonnage von 11.552 BRT versenkt und ein weiteres beschädigt.
Am 21. Juli 1918 kam UB 125 zur Front, dort übernahm Oblt.z.S. Werner Vater das Kommando des Bootes. Die erste Unternehmung (18. August 1918 – 15. September 1918) führte UB 125 von Helgoland aus zur Küste Cornwalls. Mit der Versenkung des spanischen Frachters Atxeri Mendi (2.424 BRT) vier Seemeilen vor Tuskar Rock gelang UB 125 der erste Erfolg, welcher am darauf folgendem Tag mit der Versenkung des amerikanischen Dampfers Onega (3.636 BRT) bei Trevose Head fortgeführt werden konnte. Am 1. September konnte der britische Dampfer Acter (6082 BRT) aus einem Konvoi heraus mit Torpedoschuss beschädigt werden. Das Schiff konnte jedoch aus eigener Kraft Milford Haven anlaufen. Am 3. September konnten der portugiesische Dampfer Brava (3.184 BRT) und der amerikanische Frachter Lake Owens (2.308 BRT) durch ÜT-Schuss vor der Küste Cornwalls versenkt werden. Auf seiner Rückfahrt versenkte das Boot den am 3. September von UC 40 wrackgeschossenen und auf seiner Grubenholzladung treibenden verlassenen dänischen Segler Skjold durch Geschützfeuer.
Die zweite Unternehmung (13. Oktober 1918 – 11. November 1918) führte UB 125 vor die Westküste Irlands. Als im Herbst 1918 feststand, dass der Krieg mit militärischen Mitteln nicht mehr erfolgreich beendet werden konnte, plante die Kaiserliche Marine, zu einer letzten großen Schlacht („ehrenvoller Untergang“) gegen die Royal Navy anzutreten (Flottenbefehl vom 24. Oktober 1918). Am 21. Oktober erhielt das Boot den Befehl zur Einstellung des Handelskrieges und zur Unterstützung des geplanten Unternehmens der Hochseeflotte. Als der Vorstoß der Flotte jedoch unterblieb, kehrte UB 125 nach Wilhelmshaven zurück.

## Verbleib
Am 20. November 1918 wurde UB 125 an Japan ausgeliefert. Dort wurde es 1920–1921 als O 6 in Dienst gestellt und 1921 in Kure abgewrackt.